# Microaprendizaje
El término microaprendizaje (en inglés microlearning) representa una perspectiva o modalidad de aprendizaje orientada a la fragmentación de contenidos didácticos, por medio de los cuales se adquieren determinadas competencias. El aprendizaje se genera en pequeños pasos, que al interconectarse, forman un conocimiento más amplio y profundo a largo plazo. Se caracteriza por ser una forma de aprendizaje realizado en un corto tiempo, que puede ser llevado a cabo en cualquier momento y lugar. Los autores sostienen que el término microaprendizaje emerge del concepto de microcontenido, acuñado por Anil Dash (programador e impulsor del movimiento blogger). Dash utiliza el término microcontenido en el año 2003 para definir toda aquella información publicada de forma abreviada que, por su limitación temporal, se restringe a un solo tema principal, al cual se accede por medio de un software y un dispositivo.
El microaprendizaje ha sido consecuencia del cambio tecnológico y cultural del siglo XXI. Este movimiento surge en el contexto de la web 2.0 y, debido al auge de los dispositivos móviles y el fenómeno del m-learning (Aprendizaje electrónico móvil), el enfoque recobra una gran relevancia en el último tiempo, utilizado para el aprendizaje a lo largo de la vida y para el aprendizaje que requiere ser aplicado en el momento, muchos de estos realizados de manera informal.
Así mismo, la utilización del microaprendizaje es cada vez más relevante en contextos corporativos, donde se busca adquirir conocimientos y competencias de forma rápida, personalizada y en el momento (aprendizaje justo a tiempo).

## Definición
Es una nueva área de investigación, dirigida a explorar nuevas formas de responder a la creciente necesidad de aprendizaje de los miembros de nuestra sociedad. "Se basa en la idea de desarrollar pequeños trozos de contenido de aprendizaje y tecnologías flexibles que permitan a los estudiantes acceder a ellos con mayor facilidad en momentos y condiciones concretos del día, por ejemplo, durante períodos de recreo o mientras se mueven".
No resulta fácil adoptar una definición establecida de microlearning, ya que los autores que han intentado caracterizarlo (entre otros, Hug, Lindner y Bruck) no han llegado a definir el tipo de procesos de aprendizaje que podrían incluirse en dicha definición. No existiendo aún consenso en cuanto a cómo abordar el fenómeno desde la pedagogía o la didáctica.
No se debe confundir el término microaprendizaje con el término microenseñanza, que hace referencia al apoyo de los docentes en la mejora de la práctica de la enseñanza tanto en métodos como en contenido. El microaprendizaje está relacionado con microcontenidos y micromedios en cuanto a tamaño, tiempo, forma de entrega y contenido. En relación con el tamaño, hace referencia a la mínima área de estudio dentro de un tema concreto. Con respecto al tiempo, hace referencia a pequeños esfuerzos en cortos periodos de tiempo.
En la evolución de este concepto se encuentran algunas investigaciones y conceptos diferenciados; según una entrevista realizada a Theo Hug. Increíblemente, en estudios de aprendizaje y en la investigación educativa, el concepto de microaprendizaje no se ha enfatizado en décadas. 
Es un modelo de aprendizaje favorecido por el auge de los dispositivos móviles y los avances en las telecomunicaciones, que tienen una gran influencia en el modo de aprender, dando gran oportunidad al aprendizaje personalizado, accediendo a lo que se necesite en el momento en que sea necesario y desde cualquier lugar.
Se utiliza en el contexto del e-learning para interacciones breves del alumno con un tema de aprendizaje desglosado en fragmentos muy pequeños de contenido. Para este autor, los procesos de aprendizaje que se han llamado "microaprendizajes" pueden cubrir un lapso de unos pocos segundos (p.e., en el aprendizaje móvil) hasta 15 minutos (p.e., los objetos de aprendizaje enviados como mensajes de correo electrónico).
El diseño de actividades de microaprendizaje es una forma sencilla de fomentar y estimular el conocimiento. Para esto, se pueden emplear diferentes pedagogías, desde aprendizaje constructivista, reflexivo, conectivista, pragmático, etc.
Las actividades formativas que se construyen se basan en microcontenidos. Estos son pequeños fragmentos de información digital en constante flujo y circulación. El tamaño del microcontenido (granularidad) debe estar en función del grupo de estudiantes con el que se vaya a trabajar y de la materia a enseñar. Asimismo, los microcontenidos deben tener sentido para la formación y deben ser claros, estando siempre orientados a los objetivos de aprendizaje que se persiguen. Es decir que el microaprendizaje, se basa en la utilización de unidades pequeñas de contenido a ser aprendidos con tecnologías flexibles que les permiten a las personas acceder a los mismos más fácilmente, en momentos y condiciones específicas o cotidianas.
Se trata así de un nuevo diseño instruccional, donde la idea es separar el contenido a enseñar en partes más pequeñas, utilizando contenido digital e internet. Son cruciales las variables de tamaño, tiempo, forma de entrega y contenido.

No importa si el aprendizaje se refiere al proceso de construcción de conocimiento, al cambio de comportamiento de actitudes, de valores, de las capacidades mentales, de estructuras cognitivas, de las reacciones emocionales, de pautas de acción o de las dimensiones sociales, en todos los casos tenemos la posibilidad de considerar los aspectos micro, meso y macro de los diversos puntos de vista, sobre los cambios más o menos persistente y alteraciones sostenibles de las actuaciones
Hug,T.

El microaprendizaje consta de tres elementos fundamentales, que deben funcionar de manera coherente para que el entorno de aprendizaje resulte efectivo: el contenido, la pedagogía y la tecnología. Será necesario elegir un contenido apropiado para esta metodología, utilizar un modelo pedagógico adecuado e integrar la tecnología que resulte más eficaz para apoyar y facilitar el proceso de aprendizaje.
Es una práctica mediante la cual las personas aprenden en la actualidad, de acuerdo con la necesidad que tienen, sin seguir un currículum o metodología formal, es un proceso de tomar pequeñas piezas de información o de fragmentar el conocimiento en módulos que pueden ser aprendidos separadamente en cualquier momento.
Desde esta perspectiva el microaprendizaje permite dar respuesta a la sobrecarga informativa que caracteriza el panorama digital actual, a la vez que permite desvincular el proceso de aprendizaje de factores espacio-temporales.
En función de los marcos y ámbitos de referencia, los aspectos micro, meso y macro varían. Son conceptos relacionales. Por ejemplo, en el contexto del aprendizaje de idiomas, uno podría pensar en los aspectos micro en términos de vocabulario, frases, oraciones, y distinguirlas entre ellas de las situaciones y episodios o capítulos (aspectos meso) y específicas acciones socioculturales o semánticas complejas (aspectos macro). 
Ejemplo:
|                   | Ejemplo1                                    | Ejemplo2                                                | Ejemplo3                                 | Ejemplo4                               |
| ----------------- | ------------------------------------------- | ------------------------------------------------------- | ---------------------------------------- | -------------------------------------- |
| Micro-aprendizaje | Letras sueltas                              | Aprendizajes individuales                               | Competencias de los alumnos o profesores | Objetos de aprendizaje microcontenidos |
| Meso-aprendizajes | Palabras, combinaciones de palabras, frases | Aprendizaje en grupo o el aprendizaje de organizaciones | Diseño de una conferencia                | Temas o unidades del programa          |
| Macro-aprendizaje | Textos, conversaciones                      | Aprendizaje de generaciones o aprendizaje de sociedades | Diseño de un plan de estudios            | Programa curricular                    |

En un sentido general sobre el aprendizaje, se puede diferenciar entre el aprendizaje individual, el aprendizaje de los grupos o de las organizaciones y el aprendizaje de las sociedades. El microaprendizaje también está relacionado al aprendizaje situado y al "aprendizaje al paso" (along the way) en un contexto de flujo del conocimiento en el que se hace necesario tener en cuenta la madurez y competencia de quien aprende para fomentar un aprendizaje apropiado (knowledge maturing process).

## Historia
El microaprendizaje surge dentro de una nueva corriente educativa, la educación no formal utiliza la fragmentación de contenidos y el uso de dispositivos móviles como medio para alcanzar el dominio de contenidos y destrezas a corto plazo.
Theo Hug y Norm Friesen consideran que el término microlearning alcanzó popularidad a partir de 2002, a pesar de su vinculación con términos similares como microcontenido o micromedia. Se atribuye a Jacob Nielsen el uso, por primera vez, del término en 1998 para referirse a una nueva forma de aprender a corto plazo y caracterizada por el uso de Internet y lasTIC.
Un antecedente histórico del microlearning puede estar asociado a los programas de formación de los profesores en Estados Unidos a través de los programas CBTE (Competence Basic on Teacher Education) realizados con éxito en la década de 1960. Al amparo de paradigmas conductistas, la finalidad de estos programas era que el profesorado adquiriera habilidades.

El concepto de microaprendizaje (en inglés microlearning) proviene del término "microenseñanza" que fue introducido por el Dr. Dwight Allen en la Universidad de Stanford durante la década de los 60 concretamente en 1967. 

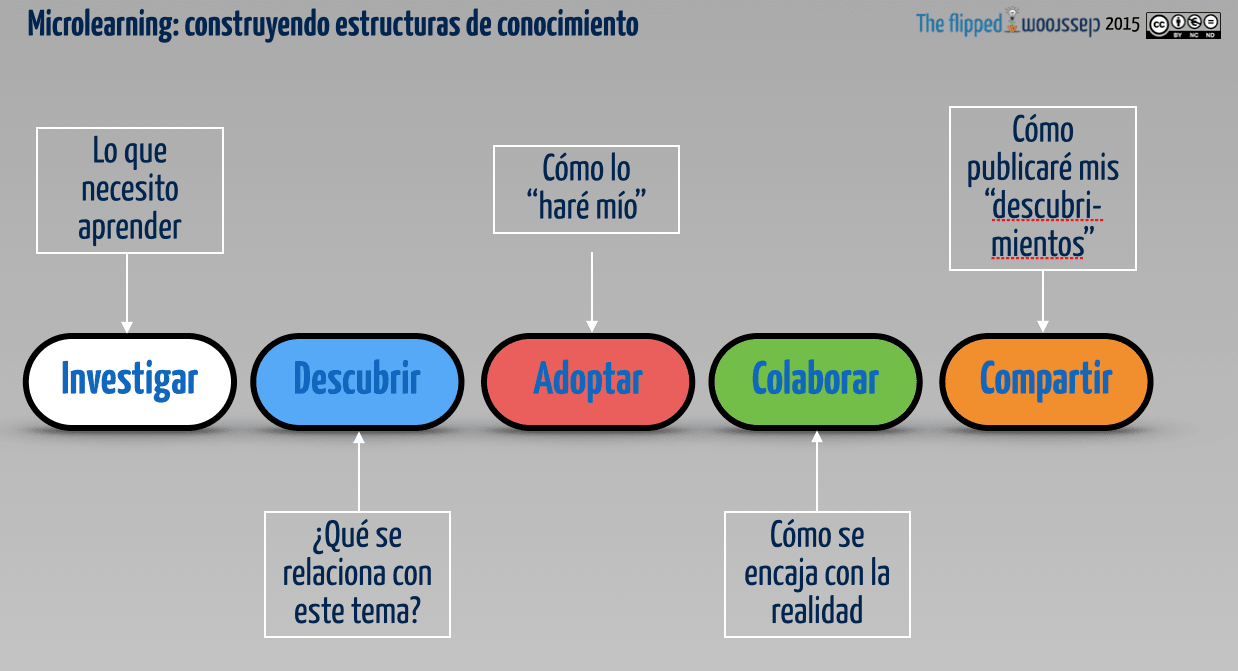
estructura del conocimiento

Buscaba permitir que los docentes pudiesen aplicar habilidades de enseñanza durante lecciones cortas de cinco a diez minutos con un grupo reducido de alumnos de hasta cinco. Estas lecciones permitían una mayor supervisión del alumnado junto con la filmación en videocámara para poder tener un feedback de la práctica educativa y de los participantes. A partir de estas investigaciones se concluyó que el microaprendizaje proporcionaba un entorno útil y constructivo para el desarrollo de la enseñanza e instaba a seguir desarrollando esta disciplina en posteriores etapas y escuelas.
A partir del año 2000 se empezó a trabajar en la introducción de una metodología de aprendizaje a partir de la enseñanza y fue entonces en 2005, cuando se produjo la primera conferencia en relación con el “microaprendizaje” por el Research Studio MicroLearning & Information Environments en cooperación con el Instituto de Ciencias de la Educación de la Universidad Austriaca de Innsbruck. La conferencia se centró en las características de la microenseñanza y el estado de la educación superior y la formación empresarial destacando el potencial de la microenseñanza para mejorar la comunicación interna entre los empleados y crear nuevas formas de comunicación personal. En 2017 en Múnich se celebró el noveno Congreso MicroLearning 9.0: Aprendizaje digital 4.0 

## Características
El microaprendizaje se puede caracterizar de la siguiente manera:
- Variedad: los contenidos a realizar pueden presentarse de múltiples formas. A través de juegos, diapositivas, preguntas, videos…
- Granularidad: con la característica principal de la reducción del tiempo, el microaprendizaje se limita solo a un tema o incluso, a veces, a un solo contenido.[24]
- Los procesos del microaprendizaje normalmente se derivan de la interacción con microcontenidos, que se llevan a cabo ya sea en el diseño (de los medios) la configuración (e-learning) o en las estructuras de microcontenidos emergentes como puede ser los blogs, wikis, microblogging, etc.[25] Entre los formatos más utilizados en esta categoría se encuentran los videos de una duración aproximada de 90 segundos.
- El microaprendizaje se define como la duración prevista para resolver una tarea de aprendizaje. Se trata de un tipo de aprendizaje muy contextualizado, que es consumido en el mismo momento que se necesita, por ejemplo, responder a una pregunta o buscar un recurso almacenado.[26] Una tarea de microaprendizaje puede tener una duración de pocos segundos (por ejemplo, en el aprendizaje móvil) hasta 15 minutos como máximo.
- Existe una relación con el término microenseñanza, que es una práctica establecida en la formación docente.
- El microaprendizaje responde a la necesidad de desarrollo personal/profesional de las personas que dedican parte de sus actividades diarias (formales e informales), a la adquisición de nuevas competencias o a la actualización de sus conocimientos, apoyado en una tecnología ubicua, flexible, invisible y omnipresente, que provee la información necesaria en todo momento.
- El microaprendizaje describe un fenómeno de adquisición de conocimientos en un contexto TIC, aprendiendo en pequeños pasos y consumiendo información en pequeñas piezas que luego forman un conocimiento conectado más amplio y profundo a largo plazo, adhiriendo al concepto de "ecología del aprendizaje",[27] en un entorno adaptativo, dinámico, autoorganizado y estructurado individualmente.
- El microaprendizaje puede estar definido por la herramienta tecnológica, es decir, por el software o dispositivo para su visualización (por el tamaño de la pantalla, ancho de banda, navegación, etc.). Por eso se suele hacer uso de tecnologías flexibles para ser utilizadas en el tiempo de descanso o mientras se viaja.
- El microaprendizaje es una estrategia de aprendizaje para la consecución sincrónica de un único objetivo formativo, mediante la lectura diagonal, partiendo de ideas básicas entrelazadas que en su devenir se convierten en ideas más complejas, ofreciéndole al aprendiz adaptarse a entornos cambiantes a través de nuevas formas de búsqueda de información y comunicación. Esta estrategia destaca dos componentes principalmente la demanda de información aquí y ahora y las píldoras de información a través de diferentes formatos. La potencia del aprendizaje radica en tres claves: simplicidad, mensaje contextualizado y muy fácil asimilación.[1]

En un sentido más amplio, el microaprendizaje es un término que puede ser utilizado para describir la manera en que muchas personas están haciendo un aprendizaje informal (sin saberlo a veces) y adquiriendo conocimientos en estructura de microcontenido, micromedios o en entornos de multitarea (llamados microcosmos).
Las características de las actividades de microaprendizaje que fomenten la motivación y el desarrollo significativo del estudiante, han de ser: breves, continuas y flexibles a la hora de acceder, ya que las explicaciones se desarrollan en tramos de esfuerzo cortos durante un tiempo subjetivo. También, han de ser contextuales y graduales puesto que van aumentando en dificultad. El currículum, ha de reflejar aspectos del aprendizaje formal e informal. Por último, hay que tener en cuenta las formas, entendidas como fragmentos, capítulos y partes del conocimiento, puesto que uno de los aspectos clave del microaprendizaje es la fragmentación.
Para mejorar el rendimiento se deben tener en cuenta algunas orientaciones y recursos. En primer lugar, se debe abordar un solo objetivo en cada sesión para garantizar la concentración. En segundo lugar, los contenidos trabajados han de ser cortos, directos, ricos, eficaces y flexibles, pudiendo combinarse con otras experiencias de aprendizaje. En tercer lugar, a partir de varias sesiones de microaprendizaje se pueden desarrollar temas más complejos. Por último, hay que investigar sobre las particularidades y necesidades de los estudiantes, pudiendo emplear diferentes medios digitales como recursos compartiendo el microaprendizaje para enriquecerlo y mejorarlo.

## Beneficios e inconvenientes del microaprendizaje
El microaprendizaje posee múltiples ventajas. La principal ventaja radica en ser un aprendizaje efectivo, con contenidos escuetos, atractivos y relevantes, permitiendo una transmisión rápida y efectiva de información, flexible en cuanto al uso de formatos, adaptable a diferentes ritmos de aprendizaje, disponible en cualquier momento y lugar. Además, favorece la motivación del estudiante, ya que recibe la información en el momento en que la necesita. El estudiante abandona el rol pasivo tradicional para adoptar una actitud más participativa, compartiendo experiencias y contribuyendo al desarrollo del conocimiento mediante el fomento de la participación.
El microaprendizaje es eficaz para la retención del contenido, haciendo que su uso resulte efectivo en aplicaciones posteriores. Los estudiantes expuestos a contenido fragmentado y a más evaluaciones de conocimiento obtienen mejores resultados de desempeño. Por otra parte, los microaprendizajes pueden lograr que los contenidos sean más fáciles de comprender y recordar por períodos más largos, incluso se puede obtener un mejor resultado en exámenes con microaprendizaje.
El microaprendizaje puede desarrollar perspectivas de futuro en base al aprendizaje en red actual, teniendo en cuenta la importancia de la proyección de lo formal para construir mejores experiencias, la evolución del conectisvimo, el desarrollo de competencias relacionadas con la búsqueda, selección y organización de la información y la comprensión del futuro desde la formación continua, el aprendizaje electrónico y el aprendizaje social.
En cuanto a algunos inconvenientes, el microaprendizaje no es la mejor herramienta cuando el estudiante aprende algo por primera vez o es una temática compleja. Así, es conveniente utilizarlo para reforzar los conocimientos ya adquiridos, perfeccionarlos y conseguir automaticidad para un conjunto de habilidades. Por otro lado, no resulta adecuado para llevarlo a cabo en todos los niveles educativos, ya que se deben tener en cuenta las capacidades del alumnado tanto de forma individual como grupal y pueden resultar especialmente obsoletas para enseñar contenidos complejos.

## Dimensiones
No hay una sola definición posible que cubra los diferentes conceptos de microaprendizaje. Hay distintas versiones que derivan en diferentes interpretaciones de dimensiones particulares, tales como:
- Tiempo: esfuerzos relativamente cortos, grado de tiempo consumido, tiempo mesurable y subjetivo.
- Contenido: pequeñas unidades, temas acotados, aspectos simples.
- Plan de estudios: parte del programa de estudios, parte de los módulos, elementos de aprendizaje informal.
- Forma: fragmentos, facetas, episodios, “migas de conocimientos”, elementos de habilidad.
- Proceso: actividades divididas, concomitantes o reales, situadas o integradas, método iterativo, gestión de la atención/concentración, toma de conciencia (estar o formar parte del proceso).
- Medialidad: cara a cara, monomedia frente multimedia, mediado o (inter)mediado, objetos de aprendizaje o información, valor simbólico y capital cultural.
- Tipo de aprendizaje: repetitivo, activo, reflexivo, pragmático, conceptual, constructivista, conductista, conectivista, aprendizaje mediante ejemplos, tareas o ejercicios, orientado a problemas u objetivos, "a lo largo del camino", aprendizaje de acción, aprendizaje en el aula, aprendizaje corporativo, consciente vs. inconsciente.

## Microcontenidos del aprendizaje
Los microcontenidos son unos recursos fundamentales para que se pueda dar el microaprendizaje
Algunos de los recursos que pueden clasificarse como microcontenidos del aprendizaje son:
- Los videos son los más usados. La gran mayoría de las veces son extraídos de Youtube.
- Los storytelling o Narración de historias son cuentos que tratan de parecerse mucho a la vida real o que reflejan momentos de la vida cotidiana.
- Visual thinking o Pensamiento visual, con lo que se consigue la creación de dibujos para expresar que se ha entendido.

El uso de estos recursos tiene muchos beneficios entre los que podemos encontrar:
- Es más fácil la transmisión de información y mejora la retención de conocimientos.
- Es compatible con el aprendizaje electrónico móvil, la cual obtiene beneficios para los alumnos.
- Ahorra tiempo en cuanto a la formación y no requiere estudio.
- Se accede desde cualquier sitio, solo se necesita Internet.
- Permite al discente decidir donde y cuando quiere aprender.
- Es Multitarea, es decir, se puede acceder a los contenidos desde cualquier dispositivo.
- Ayuda a motivar.

## Estrategias
El microaprendizaje está asociado al aprendizaje informal que responde a las demandas de formación actual de los trabajadores que tienen que ver con aprendizaje a través del móvil, en cualquier lugar, en el momento en que lo necesite y solo de aquel conocimiento específico que necesite. En este planteamiento el reto es saber si se puede estructurar y construir una red de microcontenidos que permita encontrar el conocimiento que se necesita. Quizá el enfoque sea que es necesario diseñar el proceso pedagógico desde la perspectiva de que no puede planearse y controlarse previamente pero sí preparar las condiciones para que se dé el aprendizaje cuando se necesite.
De modo que, en las corrientes educativas actuales influenciadas por las aportaciones de la neurociencia, los conceptos adquiridos a través del microaprendizaje se sustentan en estrategias metodológicas innovadoras, tales como las píldoras formativas, debido a que promueven la adquisición de conocimientos de forma condensada de un espectro más amplio o incluso secuenciación de un proceso de enseñanza-aprendizaje mayor. Estas son independientes y tienen sentido por sí mismas, sin que se requiera para su uso la conexión con una acción formativa más amplia. 
Por ende, podemos decir que las píldoras formativas o de conocimiento, son materiales audiovisuales de carácter limitado, es decir de entre 5 o 10 minutos de duración en los que el/la ponente explica un concepto específico que permite aclarar o complementar conocimientos, ya sean previos o nuevos. Asimismo, resaltar algunas de las técnicas metodológicas como por ejemplo mapas conceptuales, glosarios o visual thinking, entre otras, a la hora de diseñar píldoras formativas que presentan la información de una manera más dinámica e interactiva, adecuándose a los cambios sociales y tecnológicos actuales, donde el conocimiento ya no está contenido en una enciclopedia o temario sino que más bien se encuentra fragmentado y disperso en la red.
Una recomendación para el diseño de microcontenidos sería que tengan una estructura en 3 pasos: una breve introducción o descripción, el desarrollo o explicación del contenido y un pequeño apartado para evaluar la adquisición de conocimientos. Preferiblemente, el desarrollo o explicación será audiovisual; si esto no fuera posible, será interactivo o visual. En cuanto a la sección de evaluación, preferiblemente serán preguntas de opción múltiple con un feedback incluido.
Por una parte, a la hora de alojar experiencias de microaprendizaje en un Sistema de gestión de aprendizaje (LMS por sus siglas en inglés) debe tenerse en cuenta que la estructura de este debe ser simple y atractiva, ya que el microcontenido debe poder accederse o descargarse en cualquier momento y desde cualquier lugar. Además, para garantizar una mejor integración de microcontenidos en una LMS tradicional (por ej.: Moodle), se recomienda introducir interoperabilidad entre herramientas de aprendizaje y servicios de información de aprendizaje como elementos básicos que permitirán al microcontenido intercambiar datos con la LMS y registrar los comentarios de los estudiantes en su perfil.
Realizarlo de esta manera resulta beneficioso tanto para estudiantes, como para docentes o formadores, ya que permite a los estudiantes acceder a contenido atractivo y de fácil consumo organizado en microcontenidos para aprender o revisar contenido; y a los docentes o formadores les permite combinar la formación en persona o a través de la LMS con el uso de microcontenidos en un entorno que les resulta familiar (su Aula Virtual o LMS).
Por otra parte, ya que los microcontenidos deben poder accederse desde cualquier lugar y en cualquier momento, están en estrecha relación con el mobile learning y el enfoque Just in-Time. El término mobile microlearning surgió en 2012 a raíz de la necesidad de formar a los empleados dentro de la propia empresa, desde esta perspectiva el término mobile se refiere a que el contenido es desarrollado especialmente teniendo en cuenta las características de las pantallas de los teléfonos móviles. Las nuevas plataformas de mobile-microlearning incluyen actividades y recursos interactivos que requieren de una participación activa del estudiante. Plataformas donde podemos encontrar ejemplos de buenas prácticas de diseño de microcontenidos y experiencias de microaprendizaje son: EdX, Khan Academy, Udacity, y Udemy.

### Ejemplos
Aplicaciones móviles: existe una gran variedad de aplicaciones móviles que permiten el desarrollo del microaprendizaje, algunas de sus funciones son:
- Enviar y recibir correo electrónico rápidos y de fácil lectura que enseñan contenidos de interés sobre diferentes temas cada día.
- Aprender idiomas mediante dinámicas gamificadas y lecciones cortas.[46]
- Responder a una pregunta con opciones de respuesta múltiple.

- Plataformas de microaprendizaje: teniendo en cuenta la transición a la virtualización, los REA o recursos educativos abiertos se han utilizado para acompañar el proceso de enseñanza y estimular el aprendizaje. Algunos de estos recursos proporcionan diferentes herramientas para crear:[47]
- Líneas del tiempo o ejes cronológicos
- Mapas mentales o mapas conceptuales.Así como esquemas, gráficos o diagramas.
- Infografías.

Las redes sociales: estos instrumentos comunicativos también son unas herramientas útiles para trabajar desde el microaprendizaje.
Algunas actividades que ofrecen las redes sociales son las siguientes:
- Realizar discusiones fomentando de este modo el intercambio de ideas sobre unos contenidos o una temática.[49]
- Crear microvídeos educativos sobre un tema en una red social como por ejemplo TikTok.[50]

## Uso del aprendizaje móvil y el microaprendizaje
El acceso al microaprendizaje a través del aprendizaje electrónico móvil tiene ventajas en comparación con una computadora portátil, debido a su bajo costo, su conexión inalámbrica y el acceso a múltiples aplicaciones en línea.
La combinación del microaprendizaje con la tecnología móvil posibilita experiencias de aprendizaje en cualquier momento y lugar. Se proporcionan experiencias más personalizadas al alumnado, sin la necesidad del apoyo directo del docente, lo que a su vez facilita la tarea cuando el número de alumnos en el aula es elevado. Así se da respuesta a una sociedad dinámica, que demanda una educación personalizada, universal y vitalicia.
Los principales objetivos a la hora de desarrollar una experiencia de aprendizaje móvil son: aprovechar las posibilidades que ofrecen los dispositivos móviles en el aprendizaje, motivando al profesorado y al alumnado para ofrecerles una experiencia de aprendizaje flexible y asincrónica; hacer que los estudiantes asuman un papel de creadores, consumidores y transmisores de contenido e información; y promover un aprendizaje más eficaz y autónomo.
La utilización de dispositivos móviles se basa más en la comprensión de conocimientos que en memorizarlos. El alumnado que usa dispositivos móviles con microcontenidos, normalmente comete menos errores que aquellos que no los usan, obteniendo un mayor dominio de la materia y mejores calificaciones.
Las actividades de microaprendizaje que usan redes sociales en dispositivos móviles permiten abarcar microtemas como apoyo de la enseñanza, fomentando las capacidades del alumnado, haciendo que estos tengan mayor participación y refuercen conocimientos. Además, fomentan un entorno de aprendizaje activo, proporcionan a los docentes una valiosa información, motivan a los estudiantes y posibilitan la generación de comunidades de aprendizaje. Por lo tanto, se podría decir que el aprendizaje móvil es colaborativo, integral, dinámico, individual, y opera en tiempo real. Algunos ejemplos de actividades de microaprendizaje en el aprendizaje móvil son: crucigramas, presentaciones, relaciones de conceptos, mapas, test, videoquiz, etc.

## Microaprendizaje y gamificación
Existe una relación entre gamificación y microaprendizaje. La gamificación hace posible el aprendizaje interactivo práctico, mientras que el microaprendizaje se centra en breves contenidos a través de vídeos y otros elementos interactivos.
Existen dos variables de la gamificación. La gamificación estructurada agrega elementos basados en juegos alrededor del contenido existente. En este caso,el contenido de aprendizaje real no se modifica. Por otro lado, el contenido gamificado integra principios del juego directamente en el contenido de aprendizaje y se planifica antes del desarrollo del programa de aprendizaje.
La gamificación no consiste en mejorar el currículo educativo, sino que se considera una técnica que permite proyectar destrezas didácticas teniendo como punto de partida la diversión y la creatividad. Dicha técnica es compatible con el microaprendizaje, ya que esta ofrece contenido de forma breve y concentrada. Con el desarrollo de la docencia, los docentes pueden implementar estrategias que satisfagan las expectativas y necesidades de los estudiantes a través de la gamificación, el microaprendizaje o una combinación de ambos.

## Aplicaciones
- Software de Flashcard para memorizar contenido mediante la repetición espaciada.[58]

El microaprendizaje se utiliza mejor como parte de una solución de aprendizaje semipresencial y es adecuado para:
- Activar el conocimiento previo antes de una clase, ya sea una sesión de formación presencial o una sesión de Educación en línea.
- Aprendizaje en el momento o Aprendizaje justo a tiempo pretende satisfacer las necesidades de aprendizaje cuando surgen proporcionando la información a través de diferentes soportes físicos y electrónicos.
- Aprendizaje electrónico móvil: el aprendizaje móvil permite facilitar el microaprendizaje en diferentes contextos y situaciones.[45]
- Modelo STEM o STEAM aplicando técnicas de pensamiento de diseño o Desing Thinking que favorece el microaprendizaje individual y grupal.[60][61]
- A través de los Cursos en línea masivos y abiertos o los MOOC se trabaja el microaprendizaje de una forma grupal, en línea y abierta.[62]
- La gamificación o ludificación permite crear actividades óptimas para el microaprendizaje en las diferentes modalidades educativas.[63]
- Resumir después de una sesión.
- Recordar (o reactivar los conocimientos), probablemente una semana o dos después de la sesión. De esta forma se garantiza que los conceptos clave se revisen y se ayuda en la transferencia de los nuevos conocimientos en la memoria a largo plazo - especialmente para los estudiantes que pueden no tener la oportunidad de aplicar los nuevos conocimientos inmediatamente después de la sesiones.
- Proporcionar oportunidades de aplicación (a través de pruebas o juegos de aprendizaje en el móvil).
- Aprendizaje en el momento para el apoyo en la búsqueda de empleados, partiendo de bases de datos de conocimiento de la empresa (wikis, blogs, foros) y utilizando sus teléfonos móviles.
- Aula Invertida: el alumnado podrá visualizar las actividades de microaprendizaje antes de acudir a la clase presencial.

Otras aplicaciones del microaprendizaje son:
- Aprendizaje adaptativo: permite satisfacer necesidades de aprendizaje personalizadas.
- Seguimiento de un curso: se puede reforzar el aprendizaje mediante interacciones breves después o dentro de un curso.
- Soporte de desempeño: para realizar una tarea, apoyar su realización y aprender de otros.
- Aprendizaje por suscripción: el estudiante recibe de manera voluntaria contenido y actividades sobre una temática para poder avanzar en su conocimiento progresivamente.
- Educación en adultos: se satisface el deseo de conocimiento para adquirir una determinada competencia de forma rápida.

## Conceptos relacionados
- Web 2.0: fomenta los procesos de enseñanza-aprendizaje basados en la personalización de los contenidos y la participación activa de los estudiantes. El microaprendizaje forma parte de estos procesos.[64]

- Software social: El software social reúne a alumnos con diferentes conocimientos e intereses a través de redes sociales. El microaprendizaje apoyado por software social permite la entrega de contenido en un formato corto y flexible, así como interacciones sociales relacionadas con dicho contenido.[64]

- Entornos personales de aprendizaje: Las actividades de microaprendizaje pueden integrarse en un Entorno Personal de Aprendizaje. Los microcontenidos creados y utilizados dentro de un PLE se pueden personalizar y distribuir con facilidad, lo cual permite al alumnado tener control sobre su aprendizaje.[65]

- Aprendizaje Informal: El microaprendizaje se relaciona estrechamente con la educación informal debido a que por la corta duración de las actividades se puede integrar fácilmente en cualquier momento de la rutina diaria, no únicamente en un contexto formal.[65]

- Aprendizaje basado en el trabajo: El microaprendizaje también se relaciona con el término microformación (microtraining), es decir, formatos breves de formación basados en el trabajo.[65]

- Nanolearning: se trata de un concepto análogo de nanotecnología, es decir, el campo de invenciones en miniatura tales como microcámaras. Puede relacionarse con el concepto de aprendizaje porque implica el diseño, la distribución y el uso de elementos pequeños de aprendizaje.[26]